# Municipio de Arboga
Arboga (en sueco: Arboga kommun) es un municipio de la provincia de Västmanland, Suecia. Su sede se encuentra en la ciudad de Arboga. El municipio actual se creó en 1971 cuando la ciudad de Arboga se fusionó con una parte del municipio rural de Medåker. En 1974 fue agregada la parroquia de Götlanda, transferida desde el disuelto municipio de Glanshammar en la provincia de Örebro.

## Localidades
Hay tres áreas urbanas (tätort) en el municipio:
| # | Tätort   | Población |
| - | -------- | --------- |
| 1 | Arboga   | 11 031    |
| 2 | Götlunda | 267       |
| 3 | Medåker  | 203       |